# Wheatland (Pennsylvania)
Wheatland è un comune (borough) degli Stati Uniti d'America, situato nello stato della Pennsylvania, nella contea di Mercer.